# On Your Feet or on Your Knees
On Your Feet or on Your Knees è un album discografico dei Blue Öyster Cult registrato dal vivo uscito a inizio 1975, edito dalla Columbia Records e prodotto dalla coppia Krugman-Pearlman.

## Tracce
1. The Subhuman (Bloom, Pearlman)
2. Harvester of Eyes (Bloom, Meltzer, Roeser)
3. Hot Rails to Hell (A. Bouchard, J. Bouchard)
4. The Red and the Black (Bloom, Meltzer, Pearlman, Roeser)
5. Seven Screaming Diz-Busters (A. Bouchard, J. Bouchard, Pearlman, Roeser)
6. Buck's Boogie (A. Bouchard, Roeser)
7. Last Days Of May (Roeser)
8. Cities on Flame With Rock & Roll (Meltzer, Roeser)
9. ME 262 (Bloom, Pearlman, Roeser)
10. Before the Kiss, a Redcap (Krugman, Lanier, Pearlman, Roeser)
11. Maserati GT (I Ain't Got You) (Carter)
12. Born to Be Wild (Bonfire)

## Formazione
- Eric Bloom - voce e chitarra
- Donald "Buck Dharma" Roeser - chitarra e coro
- Allen Lanier - tastiera e chitarra
- Joe Bouchard - basso e seconda voce
- Albert Bouchard - batteria e coro
- Gerard Huerta - disegnatore della copertina dell'album